# نهنگ نیزه‌ای جنوبگانی
نهنگ نیزه‌ای جنوبگانی (Balaenoptera bonaerensis)، گونه‌ای از نهنگ نیزه‌ای است. تخمین زده می‌شود حدود نیم میلیون از این حیوان باقی مانده باشد.